# Stazione di Universal City
La stazione di Universal City (ユニバーサルシティ駅?, Yunibāsaru Shiti-eki) è una stazione ferroviaria situata nel quartiere di Konohana-ku della città di Osaka nella prefettura omonima, in Giappone. La stazione è servita dalla linea Sakurajima della JR West, ed è dotata di 2 binari passanti in superficie. Questa stazione è stata realizzata per servire il vicino parco divertimenti di Universal Studios Japan.

## Linee e servizi
JR West
■ Linea Sakurajima (linea Yumesaki)

## Struttura
La stazione è costituita da due marciapiedi laterali con due binari passanti in superficie. 
| 1 | ■ Linea Sakurajima | per Nishikujō e Osaka |
| 2 | ■ Linea Sakurajima | per Sakurajima        |

## Stazioni adiacenti
| «                   | Servizio            | »                   |
| Linea JR Sakurajima | Linea JR Sakurajima | Linea JR Sakurajima |
| ------------------- | ------------------- | ------------------- |
| Ajikawaguchi        | -                   | Sakurajima          |